# Meßstetten
Meßstetten (tiếng Đức: [mɛsˈʃtɛtn] ⓘ) là một thị trấn thuộc huyện Zollernalbkreis, bang Baden-Württemberg, Đức. Nơi đây nằm trên dãy núi Swabian Jura, cách Balingen 24 km về phía đông nam.